# Das Geheimnis zweier Ozeane (Film)
Das Geheimnis zweier Ozeane (georgisch ორი ოკეანის საიდუმლოება, russisch Тайна двух океанов Taina dwuch okeanow) ist ein sowjetischer Science-Fiction-Film von Konstantin Pipinaschwili aus dem Jahr 1955. Die Romanvorlage stammt von Grigori Adamow und erschien 1939.

## Handlung
Das neuartige, mit modernster Technik ausgestattete U-Boot Pionier macht sich mit sowjetischen Geheimagenten und Schiffsoffizieren auf den Weg von Leningrad nach Wladiwostok. Es soll zwei mysteriöse Schiffskatastrophen untersuchen: Im Pazifik ist die Victoire, im Atlantik die Arktika versunken.
Auf einem Rettungsboot der Arktika findet die Besatzung des Pionier mit dem ausländischen Pawlik einen Überlebenden der Katastrophe, der von nun an im U-Boot mitfährt und sich dort vor allem mit Skworeschnja anfreundet. Der Schiffsingenieur Gorelow will das U-Boot jedoch vernichten.
In der Romanvorlage geht es darum, die fernöstliche Küste der UdSSR vor einem namentlich nicht genannten, alten Feind (Japan) zu schützen. Für den Film wurde das Thema aktualisiert, statt einer japanischen Bedrohung geht es, allerdings nur am Rande, um Spionage für Deutschland am Vorabend des Zweiten Weltkriegs.

## Deutsche Fassung
Die deutsche Fassung wurde vom DEFA-Studio für Synchronisation unter der Leitung von Inge Müller angefertigt und erlebte im Juli 1957 ihre Kinopremiere in der DDR.